# Małgorzata Czuryk
Małgorzata Joanna Czuryk – polska prawnik, kanonistka, doktor habilitowany nauk prawnych, nauczyciel akademicki wielu uczelni, profesor nadzwyczajny Uniwersytetu Warmińsko-Mazurskiego w Olsztynie, specjalistka w zakresie prawa administracyjnego i prawa wyznaniowego.

## Życiorys
W 2007 na podstawie rozprawy pt. Podstawy działalności charytatywnej Kościoła w prawie kanonicznym i w prawie polskim uzyskała na Wydziale Prawa, Prawa Kanonicznego i Administracji Katolickiego Uniwersytetu Lubelskiego Jana Pawła II stopień naukowy doktora nauk prawnych w zakresie prawa, specjalność: prawo administracyjne. Tam też w 2014 na podstawie dorobku naukowego oraz monografii pt. Ochrona prawa rodziców do wychowania dzieci zgodnie z własnymi przekonaniami religijnymi i filozoficznymi w systemach edukacji publicznej państw członkowskich Unii Europejskiej otrzymała stopień doktora habilitowanego nauk prawnych w dyscyplinie prawo, specjalność: prawo administracyjne. Była p.o. dyrektora Instytutu Prawa i Administracji Akademii Obrony Narodowej i adiunktem Politechniki Warszawskiej. Została profesorem  nadzwyczajnym na Wydziale Prawa i Administracji Uniwersytetu Warmińsko-Mazurskiego, gdzie objęła funkcję kierownika Katedry Prawa Pracy i Zabezpieczenia Społecznego.
Została nauczycielem akademickim Prywatnej Wyższej Szkoły Nauk Społecznych, Komputerowych i Medycznych w Warszawie.